# Подсоседок
Подсоседок — название категории обнищавшего крестьянина на Украине 16-XVIII веков, который не имел собственного хозяйства и жил в чужих дворах, «в соседях». Взаимоотношения между подсоседками и их хозяевами основывались на устных договорных условиях. За пользование жильём подсоседки отрабатывали в хозяйствах своих хозяев. В зависимости от того, в чьих дворах они жили, подсоседки были панские, старшинские, монастырские, казацкие и тому подобное. Подсоседки преимущественно становилась сельская беднота, крепостные крестьяне, разоренные и обедневшие крестьяне в результате стихийного бедствия или грабительских нападений татар. Существовали группы подсоседков, которые имели свои дворы, но были лишены пахотной земли или были неспособны её обрабатывать. Иногда подсоседками становились состоятельные казаки и мещане, которые пытались избежать уплаты государственных налогов и отбывания военной службы. В 1734 году подсоседков приравняли к другим податным категориям населения. После юридического оформления крепостного права (царский указ от 3 мая 1783) в Левобережной и Слободской Украины большинство подсоседков было закрепощено.

## История
Выходом из трудного положения для крестьян было подсоседство. Подсоседок покидал свой дом или продавал его и поселился в свободной комнате господина казака, крестьянина. За дом подсоседок расплачивался деньгами или личным трудом. Никаких договоров с хозяином такой крестьянин не заключал. Подсоседки были свободны от любых повинностей, а жили с заработанных средств. Категория подсоседков начала формироваться во второй половине XVII века. И стала довольно заметной уже при Д. Апостоле. В 1732 году Гетман провел перепись подсоседских дворов. Последний обнаружил, что на 78053 казацких двора приходилось 8062 подсоседки, которые проживали у казаков, а на 112 615 крестьянских двора — лишь 4900 подсоседков. Как определил Лазаревский А., подсоседкам было легче жить у казаков, поскольку последние всегда ходили в походы. Таким образом, подсоседок получал большую свободу действий и большую плату за свою работу. Также исследователь подсчитал, что общее количество крестьянских и казацких подсоседков составляла 39 тыс..
Однако, стоит заметить, что в данные цифры не внесено количество подсоседков, которые проживали в помещиков и духовенства. С каждым годом положение этой категории крестьян продолжало ухудшаться. После смерти Д. Апостола в 1743 году Князь А. Шаховской выдал указ, которым постановил облагать все категории подсоседков. Также в 1729 году указом гетмана Д. Апостола в подсоседков собирался консистенский сбор, который составил 2 или 3 коп., в зависимости от двора, на котором проживал подсоседок. После юридического узаконивания этих документов императрицей Анной число подсоседков резко сократилось. Единственным выходом из этой ситуации было бегство за пределы Гетманщины, активно практиковалось в годы правления Малороссийской коллегии. После гетманства Д. Апостола эти побеги не прекратились, но значительно сократились